# 克里爾斯伯勒 (肯塔基州)
克里爾斯伯勒（英語：Creelsboro）是位於美國肯塔基州拉塞爾縣的一個鬼鎮。

## 地理
克里爾斯伯勒所處的海拔為高於海平面189米（即620英呎），而該地所採用的時區為UTC-5，即北美东部時區（EST）。同時該地設有夏令時間，為UTC-5調快一小時，即UTC-4（EDT）。